# Klubbtjärnen (Bjurholms socken, Ångermanland, 709371-167134)
Klubbtjärnen är en sjö i Bjurholms kommun i Ångermanland och ingår i Öreälvens huvudavrinningsområde.